# Как славен е Господ в Сион
Как славен е Господ в Сион е бил неофициален химн на Руската империя, написан през пролетта на 1794 г. от композитора Дмитрий Бортнянски. Текстът на химна е религиозен и се основава на 47-ия псалм, а музикално е композиран в триделен такт, химнът е съобразен със знаменното песнопение.